# Алессандро Ґравіна
Алессандро Ґравіна (англ. Alessandro Gravina; нар. 20 вересня 1979) — колишній канадський тенісист.
Найвищу одиночну позицію світового рейтингу — 1215 місце досяг 1 серпня 2005, парну — 582 місце — 5 лютого 2007 року.
Здобув 1 парний титул.

## Фінали ATP Челленджер і ITF Ф'ючерс

### Парний розряд: 1 (1–0)
| Легенда              |
| -------------------- |
| ATP Челленджер (1–0) |
| ITF Ф'ючерс (0–0)    |

| Фінали за покриттям |
| ------------------- |
| Тверде (1–0)        |
| Ґрунт (0–0)         |
| Трава (0–0)         |
| Килим (0–0)         |

| Результат | В-П | Дата     | Турнір         | Рівень     | Покриття | Партнер      | Суперники               | Рахунок     |
| --------- | --- | -------- | -------------- | ---------- | -------- | ------------ | ----------------------- | ----------- |
| Перемога  | 1–0 | Лип 2006 | Гранбі, Канада | Челленджер | Тверде   | Гарі Лугассі | Лу Єнь-Сюнь Франк Мозер | 6–2, 7–6(2) |